# Mimicus模仿者
《Mimicus模仿者》（韓語：미미쿠스）為韓國於2022年7月22日至9月14日通過NAVER NOW.、YouTube播出的網路劇。由A-TEEN的幕後團隊Playlist製作，《 A-Teen 》、《Twenty-Twenty》的導演韓秀智執導，網路漫画《Devil Number 4》作者張振參與編劇，本劇也是他的電視劇處女作 。
臺灣由LINE TV每週三、五播出 ; 日本則由ABEMA獨家播出 ; 部分歐美國家由Rakuten Viki獨家播出。

## 劇情概要
故事背景圍繞在韓國一所虛構的高中「大韓演藝高中」以及一家虛構的經紀公司「JJ娛樂」而展開，探討青少年們對於自己的人生方向、自我認同以及人際關係等議題感到煩惱，並努力尋求解決之道。 

## 演員陣容

### 主要人物
- 劉永才 飾演 韓有星（幼年：鄭賢俊）

大韩演藝高中实用舞蹈系学生，出身富裕家庭，表面上看起來嚴酷筆直、焦躁又孤僻之下比任何人都更想展現自己的才華，最討厭的就是模仿其他人的行為，但他卻因為模仿某大型經紀公司著名練習生池秀彬的謠言而陷入困境。
- 曹柔理 飾演 吳露西

大韩演藝高中实用舞蹈系学生，女團ICE的中心、忙內。雖然她因獨特的友善和開朗的性格而受到喜愛，但卻受到團體成員的冷遇，完成偶像活動後回到學校，試圖透過學校生活找回自我。
- 金昀佑 飾演 池秀彬（幼年：奇恩宥）

大韩演藝高中实用舞蹈系学生，也是JJ娛樂的著名練習生，是個備受大眾關注的人物，但他卻隱藏著一些秘密。
- 權娜延 飾演 申多羅

大韩演藝高中实用舞蹈系学生，通過上傳高中的 Vlog 內容來運營YouTube的網紅，她討厭孤獨，希望自己的頻道能受到大眾歡迎。

### 韩有星周邊人物
- 金智星 飾演 韩珠美

韓有星的母亲，大韩演藝高中的校友，前舞者。
- 李珠美 飾演 管家

在韩有星和韩珠美家工作的管家。

### 吳露西周邊人物
- 郑智友 飾演 蔡娜

女子组合ICE队长。
- 闵善景 飾演 Lin

女子组合ICE成员。
- 白高 飾演 Sol-Ah

女子组合ICE成员。

### 池秀彬周邊人物
- 李允智 飾演 李美妍

池秀彬的母亲，JJ娱乐首席执行官，大韩演藝高中的校友。
- 金凡振（朝鲜语：김범진 (배우)） 飾演 趙董事

JJ娛樂董事。
- 吴在雄 飾演 禹在英

JJ娛樂练习生。
- 玉珠里（朝鲜语：옥주리） 飾演 管家

在池秀彬和李美妍家工作的管家。

### 大韩演藝高中
- 李亨勋 飾演 姜仁赫

大韩演艺高中教师。
- 禹智翰 飾演 贤宇（幼年：杨智宇）

韓有星最好的朋友。個性非常自由，是個可靠的人，每當有星遇到困難時都會安慰他。
- 康裕瓚 飾演 方有灿

### 特别出演
- 海允 飾演 海允

大韩演藝高中学生。
- May 飾演 May

大韩演藝高中学生。
- Remy 飾演 Remy

大韩演藝高中学生。
- 朴成訓 飾演 Sunghoon

大韩演藝高中学生。
- 李長埈 飾演 李長埈

大韩演藝高中学生。
- 田雄 飾演 田雄

大韩演藝高中学生。
- 佑妍 飾演 佑妍

大韩演藝高中学生。
- 秀炫 飾演 金秀炫

大韩演藝高中学生。
- 金宇碩 飾演 金宇硕

吳露西在出道前仰慕的偶像。
- 金秉坤 飾演 讲师

## 分集列表
在劇中，出現了一種叫做“擬態”或者在劇中表述為“mimic”（模仿）的元素。透過這種“mimic”，劇中人物之間的對立衝突結構得以呈現。
| #  | 標題                       | 中心人物 | 中心人物 | 中心人物 | 中心人物 | 首次播出日期 |
| #  | 標題                       | 韓有星   | 池秀彬   | 吳露西   | 申多羅   | 首次播出日期 |
| -- | -------------------------- | -------- | -------- | -------- | -------- | ------------ |
| 1  | 對預告的幻想破滅了         | check    |          |          |          | 7月22日      |
| 2  | 那個孩子轉學來了           | check    | check    |          |          | 7月27日      |
| 3  | 要不要放棄當偶像的Center？ |          |          | check    |          | 7月29日      |
| 4  | 開始在意起那兩個男生       | check    | check    | check    |          | 8月3日       |
| 5  | 秘密全被發現了             |          | check    |          |          | 8月5日       |
| 6  | 朋友們開始懷疑我           |          |          | check    | check    | 8月10日      |
| 7  | 為什麼要做到這種地步？     | check    |          |          | check    | 8月12日      |
| 8  | 想跟你說                   | check    |          | check    |          | 8月17日      |
| 9  | 你到底想從我這裡得到什麼？ |          | check    |          |          | 8月19日      |
| 10 | 在全校同學面前昏倒了       |          |          | check    | check    | 8月24日      |
| 11 | 不要喜歡上我，那是不行的   |          | check    |          |          | 8月26日      |
| 12 | 決定要變得扭曲             |          |          | check    |          | 8月31日      |
| 13 | 你喜歡我嗎？               |          |          | check    |          | 9月2日       |
| 14 | 和偶像傳出緋聞             | check    |          |          | check    | 9月7日       |
| 15 | 危險反擊的序幕             | check    | check    |          |          | 9月9日       |
| 16 | 沒有假的                   | check    |          |          |          | 9月14日      |

## 製作

### 计划
Playlist公司打算在2022年準備新作品，以擴展自己作品所構建的共同世界觀，也就是所謂的“PLYVERSE：PLAYLIST + UNIVERSE”，他們以世界觀中虛構的表演藝術高中“大韓演藝術高中”為背景來準備這部作品，據悉已於2022年完成製作並即將公開。據了解，Playlist還希望藉由《模仿者》來提升自己在“高中題材戲劇”領域的製作競爭力，並擴大在OTT服务戲劇界的影響力，透過打造精良的青春校園劇，Playlist有望吸引更多觀眾並鞏固其在業界的地位。
《模仿者》的劇名是將拉丁文 "mímĭcus" 的發音音譯成韓文而來。有“模仿的”、“假冒的”等意思。此外,從企劃階段就能看出該劇名稱的靈感來自於一種章魚──擬態章魚（學名：Thaumoctopus mimicus）。 擬態章魚以其驚人的模仿能力而聞名，能夠模仿多達15種其他海洋生物的外觀和行為。這與《模仿者》中主角韓有星擁有模仿他人的能力不謀而合。劇名巧妙地暗示了模仿和偽裝這一主題，也呼應了劇中人物面臨的身份認同困境。

### 選角
當Playlist最初公開《模仿者》的消息時，只透露了劉永才、曹柔理等四位主演的資訊。关于选角，執導的韓秀智表示，為了更好地詮釋表演藝術高中這一題材，她選擇了大部分由偶像歌手出身的演員來擔任主演。
2022年4月，隨著開機消息的傳出，吳在雄和禹智翰等人加入演員陣容擔任配角的消息也隨之公開。除此之外，據悉曾出演 JTBC电视节目《第3種魅力》後就沒有再出演過電視劇的李允智，也確定加盟《模仿者》的演出名單。

### 原声带
- Part.1（發行日期：2022年8月12日）

| 曲序 | 曲目            | 演唱    | 时长 |
| ---- | --------------- | ------- | ---- |
| 1.   | 구해줘          | ENHYPEN | 3:05 |
| 2.   | 구해줘（Inst.） |         | 3:05 |

- Part.2（發行日期：2022年8月27日）

| 曲序 | 曲目   | 演唱  | 时长 |
| ---- | ------ | ----- | ---- |
| 1.   | 껴안자 | SUMIN | 3:44 |

- Part.3（發行日期：2022年9月9日）

| 曲序 | 曲目                        | 演唱  | 时长 |
| ---- | --------------------------- | ----- | ---- |
| 1.   | Let's Get Together          | ATEEZ | 3:14 |
| 2.   | Let's Get Together（Inst.） |       | 3:14 |

## 獎項
- 2023第18届首尔国际电视节IDOLCHAMP艺人奖（朴成訓）

## 外部連結
- 《Mimicus模仿者》播放列表 （页面存档备份，存于）
- Naver Now上的《Mimicus》网页 （页面存档备份，存于）